# 스중구 (네이장시)

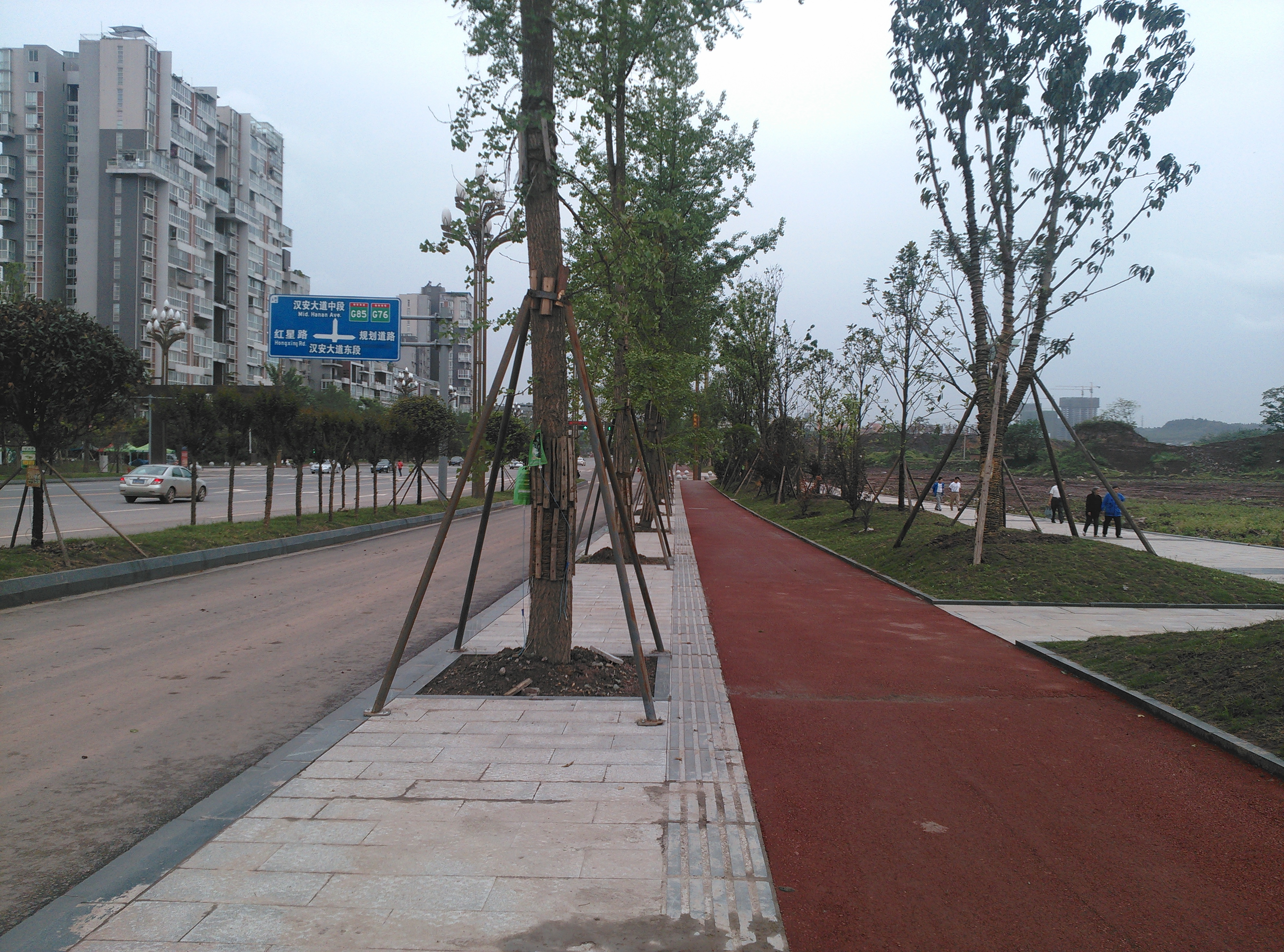

스중구(한국어: 시중구, 중국어: 市中区, 병음: Shìzhōng Qū)는 중화인민공화국 쓰촨성 네이장시의 현급 행정구역이다. 넓이는 388km2이고, 인구는 2007년 기준으로 540,000명이다.

## 기후
연평균 기온은 17.7°C이고 연평균 강수량은 1027mm이다.

## 행정 구역
6개 가도, 8개 진, 6개 향을 관할한다.
- 가도: 城东街道, 城南街道, 城西街道, 玉溪街道, 牌楼街道, 壕子口街道.
- 진: 白马镇, 史家镇, 凌家镇, 朝阳镇, 永安镇, 全安镇, 靖民镇, 乐贤镇.
- 향: 沱江乡, 交通乡, 四合乡, 凤鸣乡, 伏龙乡, 龚家乡.